# Тиракуэ (провинция)
Тиракуэ — провинция в департаменте Кочабамба, Боливия. По состоянию на 2005 год на территории проживало 37 421 человек. Площадь территории 2740 км². Основные языки общения — кечуа и испанский.

## Административное деление
| Муниципалитет | Центр    |
| ------------- | -------- |
| Тиракуэ       | Тиракуэ  |
| Шинахота      | Шинахота |